# Ariteus flavescens
Ariteus flavescens là một loài động vật có vú thuộc chi đơn loài Ariteus trong họ Dơi mũi lá, bộ Dơi. Chúng được Gray mô tả cấp chi năm 1838 và cấp loài năm 1831.

## Hình ảnh